# Cesare Prandelli
Cesare Prandelli, italijanski nogometaš in trener, * 19. avgust 1957, Orzinuovi, Italija.
Po uspešni igralski karieri je trenersko pričel pri Veroni (deveto mesto v Serie A), nadaljeval pri Veneziji, pred obdobjem v Firencah pa je največje uspehe dosegel s Parmo, s katero je dvakrat osvojil peto mesto v Serie A.  Sezono 2004/2005 je pričel pri Romi, vendar je že po nekaj tednih odstopil zaradi ženine bolezni. K Fiorentini je prišel pred sezono 2005/2006. V Fiorentini je deloval do leta 2010. Od leta 2010 pa do leta 2014 je bil selektor italijanske nogometne reprezentance. Po odstopu z mesta selektorja Italije, je prevzel turški Galatasaray.